# Чивитела ин Вал ди Кјана
Чивитела ин Вал ди Кјана (итал. Civitella in Val di Chiana) је насеље у Италији у округу Арецо, региону Тоскана.
Према процени из 2011. у насељу је живело 185 становника. Насеље се налази на надморској висини од 507 м.

## Становништво
Према резултатима пописа становништва 2011. у општини је живело 9.111 становника.
| 1936. | 1951. | 1961. | 1971. | 1981. | 1991. | 2001. | 2011. |
| ----- | ----- | ----- | ----- | ----- | ----- | ----- | ----- |
| 8.126 | 8.147 | 6.673 | 6.683 | 7.224 | 7.649 | 8.687 | 9.111 |

## Партнерски градови
- Кемпфелбах